# Championnat des Pays-Bas de baseball 2011
Navigation
2010 2012
Le Championnat des Pays-Bas de baseball 2011 est la 90e édition de cette épreuve. Le coup d'envoi du championnat est donné le 7 avril.
Le Neptunus Rotterdam, triple tenant du titre, tentera de remporter un quatrième succès consécutif.

## Format
Chaque club dispute 42 matchs en saison régulière. Après cette phase, les quatre premiers du classement s'affrontent en demi-finales dans une poule au format round robin (3 matchs contre chaque adversaire), puis en finale (Holland Series) au meilleur des sept matchs pour désigner le champion.
Le dernier de la saison régulière est relégué en fin de saison au profit du vainqueur de la deuxième division néerlandaise.

## Clubs participants
| \| ADO La Haye UVV Utrecht Amsterdam Pirates Kinheim Neptunus Rotterdam Hoofddorp Pioniers HCAW Sparta/Feyenoord \| Localisation des clubs engagés dans le championnat. |
| ADO La Haye UVV Utrecht Amsterdam Pirates Kinheim Neptunus Rotterdam Hoofddorp Pioniers HCAW Sparta/Feyenoord                                                           |

| Equipe                     | Ville     | Stade                         | Capacité | Titres |
| -------------------------- | --------- | ----------------------------- | -------- | ------ |
| ADO La Haye                | La Haye   | Leen Volkerijk Stadion        |          | 1      |
| Amsterdam Pirates          | Amsterdam | Sportpark Ookmeer             |          | 3      |
| Honkbalclub Allen Weerbaar | Bussum    | HCAW Base- and Softballvalley | 1 000    | 2      |
| Hoofddorp Pioniers         | Hoofddorp | Sportpark Toolenburg          |          | 1      |
| Kinheim                    | Haarlem   | Pim Mulier Stadium            | 4 500    | 4      |
| Neptunus Rotterdam         | Rotterdam | Familiestadion                | 2 500    | 12     |
| Sparta/Feyenoord           | Rotterdam | Sportpark Beverwaard          |          | 9      |
| UVV Utrecht                | Utrecht   | Sportpark Alendorp            |          | 0      |

## Saison régulière

### Calendrier
| Jeudi 7 avril - Neptunus 2-0 Amsterdam Samedi 9 avril - Neptunus 2-3 Amsterdam Dimanche 10 avril - Neptunus 3-4 Amsterdam Jeudi 14 avril - Kinheim 7-1 ADO - HCAW 1-10 Amsterdam - Sparta/Fey. 0-1 Neptunus - UVV 4-10 Pioniers Samedi 16 avril - Kinheim 4-11 ADO - HCAW 2-14 Amsterdam - Sparta/Fey. 0-10 Neptunus - UVV 0-3 Pioniers Dimanche 17 avril - Kinheim 9-0 ADO - HCAW 4-10 Amsterdam - Sparta/Fey. 2-11 Neptunus - UVV 7-4 Pioniers Samedi 23 avril - ADO 2-5 Amsterdam - Neptunus 0-8 Kinheim - UVV 4-0 Sparta/Fey. - HCAW 2-1 Pioniers Dimanche 24 avril - Amsterdam 13 - 3 ADO - Kinheim 3 - 1 Neptunus - Sparta/Fey. 5 - 7 UVV - Pioniers 14 - 3 HCAW Lundi 25 avril - ADO 1 - 19 Amsterdam - Neptunus 5 - 2 Kinheim - UVV 10 - 5 Sparta/Fey. - HCAW 9 - 12 Pioniers Jeudi 28 avril - UVV 5 - 2 ADO - Sparta/Fey. 5 - 1 Pioniers - HCAW 2 - 7 Neptunus - Amsterdam 3 - 2 Kinheim Samedi 30 avril - ADO 7-10 UVV - Pioniers 4-5 Sparta/Fey. - Neptunus 9-0 HCAW - Kinheim 7-6 Amsterdam Dimanche 1er mai - UVV 5-2 ADO - Sparta/Fey. 5-1 Pioniers - Neptunus 7-2 HCAW - Kinheim 2-3 Amsterdam |  | Jeudi 5 mai - ADO 1 - 4 Kinheim - Amsterdam 8 - 4 HCAW - Neptunus 9 - 0 Sparta/Fey. - UVV 11 - 2 Pioniers Vendredi 7 mai - Kinheim 7 - 1 ADO - HCAW 4 - 9 Amsterdam - Sparta/Fey. 4 - 20 Neptunus - UVV 4 - 2 Pioniers Dimanche 8 mai - ADO 0 - 9 Kinheim - Amsterdam 6 - 5 HCAW - Neptunus 2 - 0 Sparta/Fey. - UVV 4 - 8 Pioniers Jeudi 12 mai - Pioniers 5 - 4 ADO - UVV 3 - 4 Neptunus - Sparta/Fey. 0 - 6 Amsterdam - HCWA 5 - 4 Kinheim Samedi 14 mai - ADO 0 - 9 Pioniers - Neptunus 11 - 2 UVV - Amsterdam 2 - 1 Sparta/Fey. - Kinheim 1 - 11 HCWA Dimanche 15 mai - Pioniers 10 - 2 ADO - UVV 4 - 8 Neptunus - Sparta/Fey. 6 - 4 Amsterdam - HCWA 4 - 8 Kinheim Jeudi 19 mai - HCAW 12 - 2 ADO - Kinheim 5 - 3 Sparta/Fey. - Amsterdam 11 - 1 UVV - Neptunus 6 - 0 Pioniers Samedi 21 mai - ADO 0 - 14 HCAW - Sparta/Fey. 3 - 10 Kinheim - UVV 12 - 7 Amsterdam - Pioniers 2 - 1 Neptunus Dimanche 22 mai - HCAW 5 - 7 ADO - Kinheim 11 - 6 Sparta/Fey. - Neptunus 10 - 1 Pioniers Jeudi 26 mai - ADO 3 - 9 Neptunus - Pioniers 1 - 13 Amsterdam - UVV 2 - 6 Kinheim - Sparta/Fey. 0 - 8 HCAW Vendredi 27 mai - Neptunus 3 - 1 ADO - Amsterdam 10 - 8 Pioniers |  | Samedi 28 mai - ADO 0 - 16 Neptunus - Pioniers 10 - 5 Amsterdam - Kinheim 13 - 7 UVV - HCAW 3 - 5 Sparta/Fey. Dimanche 29 mai - UVV 4 - 11 Kinheim - Sparta/Fey. 12 - 11 HCAW Jeudi 2 juin - ADO 3 - 15 Sparta/Fey. - Pioniers 6 - 4 Kinheim - HCAW 3 - 5 UVV Samedi 4 juin - Sparta/Fey. 11- 6 ADO - Kinheim 0 - 11 Pioniers - UVV 2 - 1 HCAW Dimanche 5 juin - ADO 4 - 5 Sparta/Fey. - Pioniers 4 - 2 Kinheim - UVV 4 - 3 HCAW Samedi 11 juin - Pioniers 5 - 0 HCAW - Amsterdam 6 - 0 ADO - Kinheim 6 - 5 Neptunus - Sparta/Fey. 3 - 1 UVV Dimanche 12 juin - HCAW 5 - 4 Pioniers - ADO 6 - 10 Amsterdam - Neptunus 2 - 5 Kinheim - UVV 5 - 4 Sparta/Fey. Lundi 13 juin - Pioniers 3 - 6 HCAW - Amsterdam 2 - 1 ADO - Kinheim 3 - 11 Neptunus - Sparta/Fey. 15 - 5 UVV Jeudi 7 juillet - Kinheim 0 - 4 Amsterdam - ADO 3 - 8 UVV - Pioniers 1 - 7 Sparta/Fey. - Neptunus 8 - 2 HCAW Samedi 9 juillet - Amsterdam 0 - 8 Kinheim - UVV 6 - 5 ADO - Sparta/Fey. 2 - 14 Pioniers - HCAW 1 - 13 Neptunus Dimanche 10 juillet - Kinheim 10 - 8 Amsterdam - ADO 8 - 10 UVV - Pioniers 6 - 4 Sparta/Fey. - Neptunus 5 - 2 HCAW Samedi 16 juillet - Pioniers 5 - 7 Kinheim - HCAW 5 - 0 UVV |  | Mardi 19 juillet - Sparta/Fey. 8 - 2 ADO - Kinheim 7 - 5 Pioniers - Amsterdam 9 - 3 Neptunus - UVV 4 - 6 HCAW Jeudi 21 juillet - ADO 7 - 5 Pioniers - Neptunus 3 - 1 UVV - Amsterdam 6 - 0 Sparta/Fey. - Kinheim 3 - 0 HCAW Samedi 23 juillet - Pioniers 9 - 1 ADO - UVV 5 - 9 Neptunus - Sparta/Fey. 1 - 2 Amsterdam - HCAW 0 - 5 Kinheim Lundi 25 juillet - Neptunus 9 - 1 UVV Mardi 26 juillet - ADO 7 - 3 Sparta/Fey. - Neptunus 4 - 6 Amsterdam - HCAW 3 - 1 UVV - Kinheim 4 - 10 Pioniers Jeudi 28 juillet - ADO 1 - 8 HCAW - Sparta/Fey. 1 - 11 Kinheim - UVV 0 - 2 Amsterdam - Pioniers 1 - 4 Neptunus Samedi 30 juillet - HCAW 8 - 0 ADO - Kinheim 7 - 2 Sparta/Fey. - Amsterdam 7 - 14 UVV - Amsterdam 0 - 3 UVV - Neptunus 1 - 5 Pioniers Dimanche 31 juillet - ADO 6 - 4 HCAW - Sparta/Fey. 4 - 7 Kinheim - UVV 3 - 4 Amsterdam - Pioniers 6 - 3 Neptunus Jeudi 4 août - Neptunus - ADO - Amsterdam - Pioniers - Kinheim - UVV - HCAW - Sparta/Fey. Samedi 6 août - Neptunus - ADO - Amsterdam - Pioniers - Kinheim - UVV - HCAW - Sparta/Fey. Dimanche 7 août - Neptunus - ADO - Amsterdam - Pioniers - Kinheim - UVV - HCAW - Sparta/Fey. |

### Classement
| Pl. | Équipe                     | J  | V  | D  | Pts |
| --- | -------------------------- | -- | -- | -- | --- |
| 1   | Amsterdam Pirates          | 37 | 28 | 9  | 56  |
| 2   | Neptunus Rotterdam         | 38 | 27 | 11 | 54  |
| 3   | Kinheim Haarlem            | 38 | 26 | 12 | 52  |
| 3   | Vaessen Pioniers           | 38 | 23 | 15 | 46  |
| 5   | UVV Utrecht                | 39 | 17 | 22 | 34  |
| 6   | Sparta/Feyenoord Rotterdam | 37 | 13 | 24 | 26  |
| 7   | HCAW Bussum                | 38 | 12 | 26 | 24  |
| 7   | ADO La Haye                | 37 | 5  | 32 | 10  |

- Mis à jour après les matchs du 31 juillet.